# Рой-Лейк (Міннесота)
Рой-Лейк (англ. Roy Lake) — переписна місцевість (CDP) в США, в округах Клірвотер і Меномен штату Міннесота. Населення — 30 осіб (2020).

## Географія
Рой-Лейк розташований за координатами 47°19′1″ пн. ш. 95°32′19″ зх. д. / 47.31694° пн. ш. 95.53861° зх. д. (47.316833, -95.538731).  За даними Бюро перепису населення США в 2010 році переписна місцевість мала площу 1,88 км², з яких 1,16 км² — суходіл та 0,72 км² — водойми.

## Демографія
Згідно з переписом 2010 року, у переписній місцевості мешкало 12 осіб у 6 домогосподарствах у складі 4 родин. Густота населення становила 6 осіб/км².  Було 48 помешкань (26/км²).
Расовий склад населення:
| - 75,0 % — білих - 25,0 % — корінних американців |

До двох чи більше рас належало 0,0 %. Частка іспаномовних становила 0,0 % від усіх жителів.
За віковим діапазоном населення розподілялося таким чином: 8,3 % — особи молодші 18 років, 75,0 % — особи у віці 18—64 років, 16,7 % — особи у віці 65 років та старші. Медіана віку мешканця становила 48,5 року. На 100 осіб жіночої статі у переписній місцевості припадало 71,4 чоловіків;  на 100 жінок у віці від 18 років та старших — 83,3 чоловіків також старших 18 років.
Цивільне працевлаштоване населення становило 3 особи. Основні галузі зайнятості: будівництво — 66,7 %, освіта, охорона здоров'я та соціальна допомога — 33,3 %.